# Czerwińsk (województwo pomorskie)
Czerwińsk – wieś kociewska w Polsce położona w województwie pomorskim, w powiecie starogardzkim, w gminie Smętowo Graniczne. Wieś wchodzi w skład sołectwa Luchowo.
W latach 1975–1998 miejscowość administracyjnie należała do województwa gdańskiego.